# Sebevražedný přístroj
Sebevražedný přístroj, nebo též stroj na eutanazii, stroj na sebevraždu, stroj smrti, stroj posledního milosrdenství, je stroj zkonstruovaný tak, aby umožnil jednotlivci rychle zemřít s minimální bolestí. Nejběžnější jsou zařízení určená k tomu, aby pomohla smrtelně nemocným lidem zemřít dobrovolnou eutanazií nebo asistovanou sebevraždou bez prodlužované bolesti. Mohou být obsluhovaná druhou osobou, jako je lékař, nebo osobou, která chce zemřít. Ve společnosti probíhá debata o etice eutanazie a používání sebevražedných zařízení.

## Významné přístroje

### Thanatron
Zařízení nazývané „Thanatron“ po řeckém démonu Thanatu ztělesňujícím smrt nebo stroj smrti vynalezl a sestrojil americký lékař Jack Kevorkian. Na kovovém rámu byly zavěšeny tři nádobky. Každá nádobka měla injekční stříkačku, která byla připojena k infúzní hadičce v paži osoby. Jedna nádobka obsahovala fyziologický roztok, druhá obsahovala barbiturát zvaný thiopental sodný vyvolávající spánek a třetí smrtící směs chloridu draselného, která okamžitě zastavila srdce, a pankuronium-bromid (na trhu jako Pavulon), paralytický lék, který zabraňuje křečím během umírání. Zařízení fungovalo stisknutím tlačítka, které na dobu šedesáti sekund nahradilo v infuzi fyziologický roztok thiopentalem. Silná dávka thiopentalu vyvolala bezvědomí a při něm Thanatron vstříkl do infuze smrtelný chlorid draselný. Zařízení pomohlo dvěma úmrtím. V roce 2014 Thanatron koupilo Muzeum smrti v Hollywoodu.

### Mercitron
Kevorkian pomáhal dalším se zařízením, které používalo plynovou masku zásobovanou z kanystru oxidu uhelnatého. Přístroj se jmenoval „Mercitron“, stroj slitování. Toto řešení se stalo nezbytným, protože lékařská licence Kevorkiana byla po prvních dvou úmrtích zrušena a on již neměl legální přístup k látkám potřebným pro „Thanatron“. Jednalo se o primitivní zařízení sestávající z nádoby s oxidem uhelnatým, která byla připojená k obličejové masce hadičkou. Pro uvolnění plynu bylo nutné otočit ventil, přičemž Kevorkian vždy požadoval, aby poslední krok udělali pacienti sami. V závislosti na postižení osoby mohla být k ventilu připevněna provizorní rukojeť, aby se otočení ventilu usnadnilo. Případně byl ventil připraven v poloze „otevřeno“ a na hadici byla upevněna svorka nebo kolíček na prádlo, po jejich sejmutí začal plyn proudit do masky. Podle odhadů Kevorkiana trvalo umírání při této metodě 10 minut nebo déle. Někdy povzbuzoval lidi, aby použili sedativa nebo svalová relaxancia, aby je udržel v klidu, když zhluboka dýchali plyn, a aby nepociťovali bolest.

### Deliverance Machine

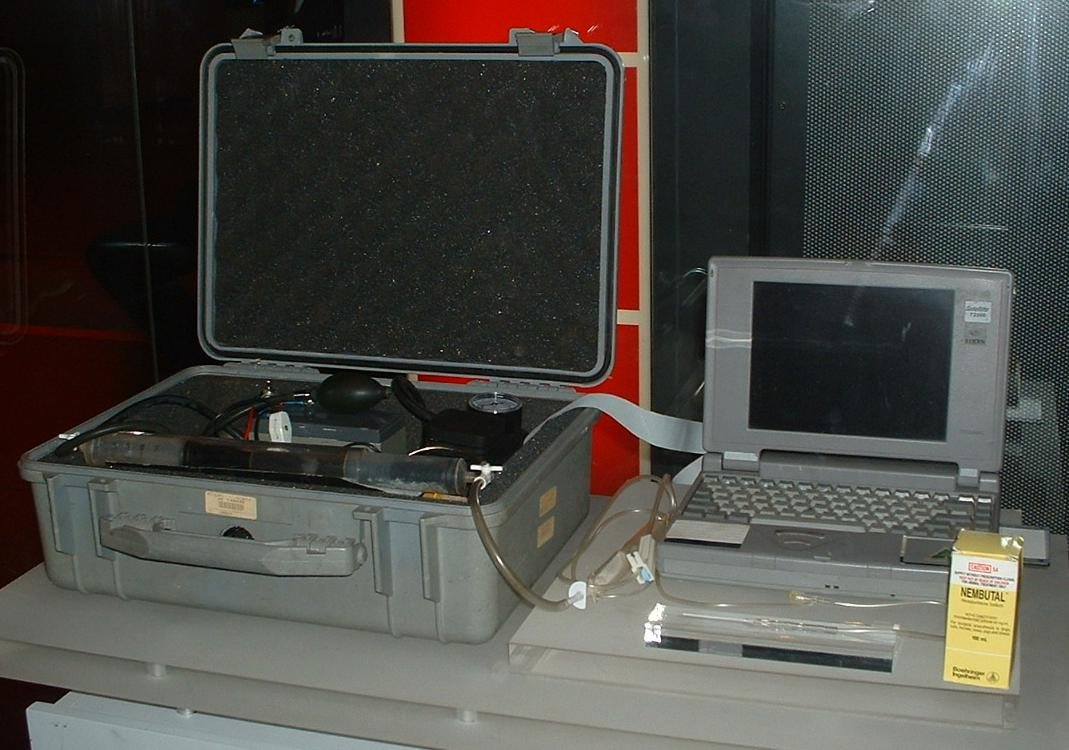
"Deliverance Machine" Philipa Nitschkeho

„Deliverance Machine“ neboli stroj vysvobození vynalezl Philip Nitschke. Sestával ze softwaru nazvaného Deliverance, který byl dodán na speciálním notebooku, který mohl být připojen k infúzi do lidské ruky. Počítačový program položil řadu otázek, aby potvrdil záměr osoby zemřít. Po souhlasném zodpovězení všech otázek byla aplikována smrtící injekce barbiturátů.
V rozhovoru Nitschke uvedl, že i když lékař mohl legálně podávat smrtící injekce, dával přednost tomu, aby měl pacient kontrolu nad podáváním léků. Zmenšení role lékaře také umožnilo pacientovi být během procesu eutanazie se svou rodinou v soukromí.
Stroj byl legálně používán po dobu platnosti zákona Severního teritoria „Rights of the Terminally Ill Act 1995“ (zákon o právech smrtelně nemocných). Zákon byl nakonec zrušen legislativou Australského parlamentu.

### Sebevražedný přístroj od Exit International
V roce 2008 vynalezl Philip Nitschke sebevražedný přístroj pro hnutí Exit International. Používá kanystr dusíku, plastový sebevražedný sáček a plastovou trubici s jedním koncem připojeným ke kanystru plynu a druhým upevněným uvnitř sáčku pomocí lepicí pásky. Nitschke řekl: „Tato myšlenka poskytnout lidem pocit, že mají tuto věc znovu pod kontrolou, je ve skutečnosti způsob prodloužení života. Může se to zdát paradoxní, ale zjistili jsme, že když lidé cítí, že sami rozhodují, je méně pravděpodobné, že udělají zoufalé věci.“
Pozadí
Základní princip autoeutanazie anoxií byl poprvé popsán v knize Final Exit (Poslední odchod) od Dereka Humphryho v roce 1991. Původní metodika byla vytvořena s využitím helia skupinou NuTech.
Popis
Nitschke popsal své zařízení jako úpravu odchodového sáčku využívajícího helia popsanou v příručce The Peaceful Pill Handbook (Příručka pokojné pilulky). Hélium bylo nahrazeno dusíkem, konkrétně se používala láhev stlačeného dusíku a regulátor, který dodával dusík do plastového sáčku. Jednou z výhod metody byla dostupnost většího množství dusíku a jeho déletrvající proudění. Nitschke uvádí, že dusík je také fyziologicky netečnější než helium, s menší pravděpodobností nežádoucí reakce, že ztráta vědomí je rychlá a smrt následuje během několika minut. Na rozdíl od heliových lahví lze dusíkové láhve v případě úniku plynu naplnit. Výhodná byla také nemožnost zjistit přítomnost plynného dusíku při pitvě.
Proces
Principem zařízení je prostý nedostatek kyslíku, který během několika minut vede k hypoxii, dušení a smrti. Nedostatek kyslíku v přítomnosti oxidu uhličitého vyvolává paniku a pocit dušení (reakce na poplach z hyperkapnie) a lapání po dechu dokonce i v bezvědomí, zatímco anoxie v přítomnosti inertního plynu, jako je dusík, helium nebo argon, podobné pocity nevyvolává.
Blízký kontakt s uzavřeným inertním plynem je smrtelný, ale při vypuštění do volného vzduchu se rychle rozptýlí a je pro ostatní bezpečný. Není ani hořlavý, ani výbušný. Humphryho kniha popisuje těsný kontakt s plynem dosažený uzavřením hlavy do silného, čirého plastového sáčku, upevněného kolem krku, s inertním plynem vháněným do vaku plastovou trubicí.
Sebevraždy používající tuto metodu jsou popsány ve forenzní literatuře. Ve studii Sebevražda udušením héliem a plastovým sáčkem (Asphyxial suicide with helium and a plastic bag, Ogden et al.) autoři popisují typickou historii případu, ve kterém starší pacientka s rakovinou použila plastový sáček, který byl zajištěn na její hlavě, zásobník helia a plastovou hadici připojenou k ventilu zásobníku a plastovému sáčku. Autoři poznamenali, že sebevražedný sáček naplněný héliem způsobí téměř okamžité bezvědomí, následované během několika minut smrtí. Podle profesorů Copelanda, Pappase a Parra, kteří vedli kampaň za humánnější způsob poprav v americkém státě Oklahoma, je doba do ztráty vědomí v sáčku naplněném dusíkem 15 sekund.

### Sarco
V roce 2017 Nitschke vynalezl sebevražednou kapsli tištěnou na 3D tiskárně, kterou nazval „Sarco“. Sarco je tvořeno uzavřenou kapslí s touchpadem a zásobníkem dusíku. Po zadání aktivačního kódu je osoba znovu dotázaná, zda chce zemřít. Potvrzující, souhlasná odpověď způsobí vypuštění dusíku do prostoru kapsle, který vytlačí kyslík, způsobí bezvědomí a krátce poté dochází k smrti. Kapsle je oddělitelná od podstavce a lze ji použít jako rakev. Kapsli Sarco nelze tisknout na malých 3D tiskárnách. Sarco nabízí „euforickou smrt“. Nitschke plánuje uvolnit plány pro Sarco jako open-source do roku 2019.
Philip Nitschke se v roce 2021 neúspěšně snažil získat souhlas švýcarských úřadů pro zavedení kapsle Sarco do běžného použití. Podle ministryně vnitra Elisabeth Baumové-Schneiderové kapsle nesplňovala bezpečnostní nároky dané švýcarskými zákony. V roce 2024 proběhla u obce Merishausen v kantonu Schaffhausen asistovaná sebevražda s pomocí zařízení Sarco. Podle švýcarských médií šlo o první takový případ v zemi. V souvislosti s touto sebevraždou zahájila prokuratura v kantonu Schaffhausen trestní řízení proti několika osobám, které viní z nabádání k sebevraždě a jejímu napomáhání.